# Peter Leideritz
Peter Leideritz, född 5 januari 1911 i Kirch-Beerfurth, död 22 februari 1949 i Warszawa, var en tysk SS-Obersturmführer. Under andra världskriget var han chef för Gestapo i Kolomyia, beläget i distriktet Galizien i Generalguvernementet.

## Biografi
År 1938 var Leideritz verksam inom Gestapo i Darmstadt. Den 26 oktober 1939 inrättades Generalguvernementet, den del av det av Tyskland erövrade Polen som inte inlemmades i Tyska riket utan ockuperades. Generalguvernementet bestod från början av fyra distrikt — Krakau, Lublin, Radom och Warschau — men i augusti 1941 tillkom distriktet Galizien, som hade erövrats från Sovjetunionen kort efter inledandet av Operation Barbarossa. Leideritz utnämndes då till chef för Gestapo i Kolomyia, med särskilt ansvar för Grenzpolizei. Den 12 oktober 1941 beordrade Leideritz sina mannar att arkebusera flera tusen judar i Kolomyia. Tre dagar senare kommenderade han sin ställföreträdare Erwin Gay till Kossów, där ordningspolis sköt ihjäl över 2 000 judar. I början av december ledde Leideritz själv en massarkebusering av omkring 2 600 judar i Horodenka. Senare samma månad massakrerades 1 600 judar i Żabie och Zabłotów.
I december 1946 utlämnades Leideritz och hans hustru av amerikanska myndigheter till Polen. Leideritz dömdes till döden och avrättades genom hängning.